# Цзялин
Цзяли́н (кит. упр. 嘉陵, пиньинь Jiālíng) — район городского подчинения городского округа Наньчун провинции Сычуань (КНР).

## История
При империи Западная Хань здесь был образован уезд Аньхань (安汉县). При узурпаторе Ван Мане в 8 году уезд был переименован в Аньсинь (安新县), при империи Восточная Хань в 25 году уезду было возвращено название Аньхань. При империи Суй в 598 году уезд был переименован в Наньчун (南充县).
В 1950 году урбанизированная часть уезда Наньчун была выделена в отельный город Наньчун; и город, и уезд вошли в состав созданного тогда же Специального района Наньчун (南充专区). В 1970 году Специальный район Наньчун был переименован в Округ Наньчун (南充地区).
В 1993 году постановлением Госсовета КНР округ Наньчун был преобразован в городской округ Наньчун. Город Наньчун и уезд Наньчун были расформированы, а на их территории образованы районы Шуньцин, Гаопин и Цзялин.

## Административное деление
Район Цзялин делится на 6 уличных комитета, 20 посёлков и 20 волостей.